# Spathalium liebermanni
Spathalium liebermanni is een rechtvleugelig insect uit de familie Ommexechidae. De wetenschappelijke naam van deze soort is voor het eerst geldig gepubliceerd in 1972 door Ronderos.